# Crisis económica en Turquía de 2018-presente

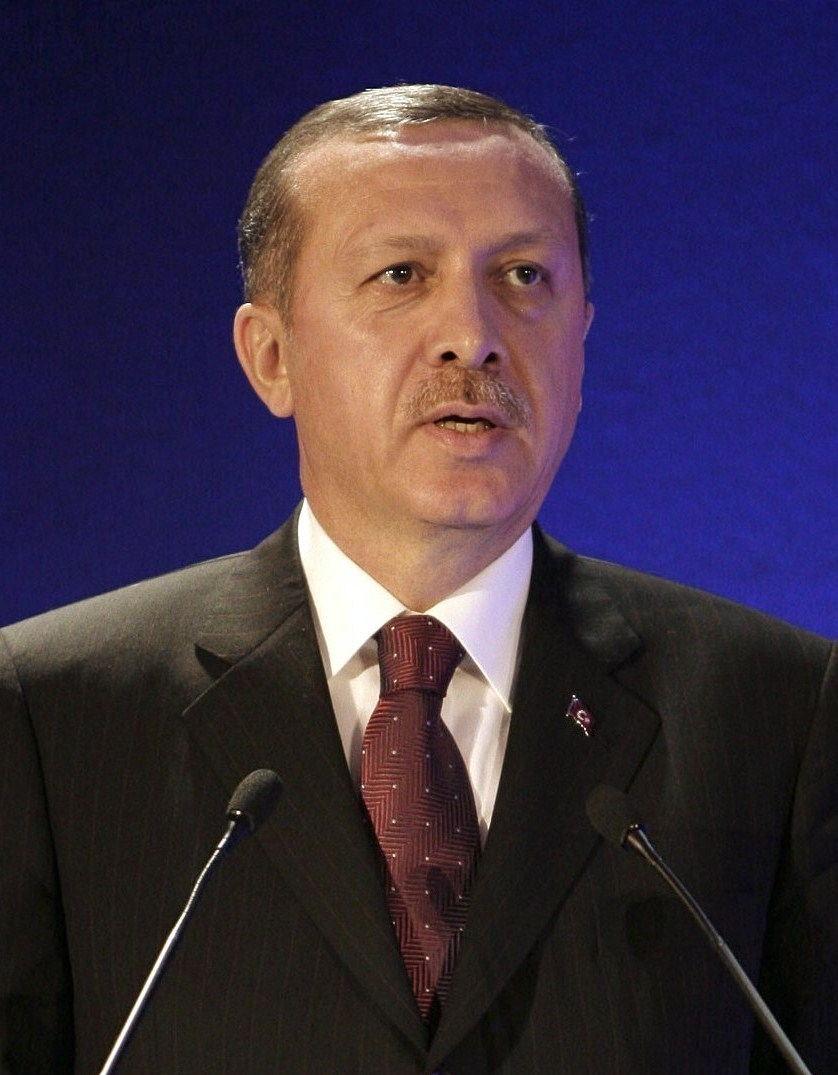
Recep Tayyip Erdoğan y sus visiones en política económica lo consideran causante de la crisis.

Durante 2018 se ha desarrollado una crisis financiera en la República de Turquía, con repercusiones internacionales debido al contagio financiero. Se caracteriza por la depreciación de la lira turca, la alta inflación, el aumento de los costos de endeudamiento y el consiguiente aumento en el incumplimiento de los préstamos. La crisis fue causada por el excesivo déficit en cuenta corriente y la deuda en moneda extranjera de la economía turca, y por las ideas poco ortodoxas sobre la política económica de tasas de interés del presidente Recep Tayyip Erdoğan.

## Déficit de cuenta corriente y deuda en moneda extranjera
Una características de larga data de la economía turca es una baja tasa de ahorro. Desde que Recep Tayyip Erdoğan asumió el control del gobierno, Turquía ha estado registrando enormes y crecientes déficits de cuenta corriente, $ 33.1 billones en 2016 y $ 47.3 billones en 2017, ascendiendo a US $ 7.1 billones en el mes de enero de 2018 con el aumento de 12- el déficit de mes aumentó a $ 51.6 mil millones, uno de los déficits de cuenta corriente más grandes del mundo. La economía se ha basado en las entradas de capital para financiar el exceso del sector privado, y los bancos y las grandes firmas de Turquía obtuvieron grandes préstamos, a menudo en monedas extranjeras. Bajo estas condiciones, Turquía debe encontrar aproximadamente $ 200 mil millones al año para financiar su gran déficit en cuenta corriente y su deuda en vencimiento, mientras corre siempre el riesgo de que las entradas se agoten; el estado tiene reservas brutas en moneda extranjera de solo $ 85 mil millones.
Las entradas de inversión ya habían disminuido en el período previo a la crisis, debido a que Erdogan instigaba desacuerdos políticos con países que eran fuentes importantes de tales entradas (como Alemania, Francia y los Países Bajos), en medio de preocupaciones sobre la regla de la ley en Turquía después del intento de golpe de 2016 que llevó al gobierno a apoderarse de los activos de aquellos con vínculos tangenciales con el golpe, y preocupaciones sobre la lira, cuyo menor valor amenaza con comer los márgenes de ganancia de los inversores. Los flujos de inversión también han disminuido debido a que el creciente autoritarismo de Erdogan ha sofocado la información libre y objetiva de los analistas financieros en Turquía.
A fines de 2017, la deuda corporativa en moneda extranjera en Turquía se había más que duplicado desde 2009, hasta $ 214 mil millones después de compensar sus activos en moneda extranjera. La deuda externa bruta de Turquía, tanto pública como privada, ascendía a $ 453.200 millones a fines de 2017. A partir de marzo de 2018, $ 181.8 mil millones de deuda externa, pública y privada, debían vencer en un año. Las tenencias de acciones nacionales no residentes ascendieron a 53.300 millones de dólares a principios de marzo y 39.600 millones a mediados de mayo, y las tenencias de bonos públicos nacionales a no residentes alcanzaron 32.000 millones a principios de marzo y 24.700 millones a mediados de mayo.

## Interferencia presidencial en el Banco Central de Turquía

La Lira turca tiene un historial de pérdida acelerada de valor en relación con el euro, incumpliendo la marca de cinco liras por euro a principios de 2018

En un mes la lira turca perdió 20% frente al dólar.[¿cuándo?] Y, a pesar de las tentativas tranquilizadoras del gobierno, los turcos estaban cada vez más inquietos por el futuro de la economía, solo un mes antes de las elecciones presidenciales y parlamentarias, cruciales para el régimen.[cita requerida] El jefe del Estado turco decidió, en efecto, convocar a elecciones anticipadas para el 24 de junio, casi un año y medio antes del plazo normal. No había apuro. Salvo la voluntad apremiante de Erdogan de comenzar a ejercer los poderes ampliados que le garantizan las recientes enmiendas a la Constitución. Erdogan fue culpable que la lira turca se desmoronara, después de prometer que, en caso de triunfo, se implicará mucho más en las decisiones del banco central. La moneda turca, que se cambiaba a 4,92 contra un dólar, compensó la semana pasada parte de las pérdidas sufridas después que el banco central aumentó una de sus tasas directoras. Para muchos, sin embargo, la medida sigue siendo insuficiente. «La gente solo piensa en una degradación de la situación y teme que el país esté atravesando lo que algunos expertos describieron esta semana como una crisis monetaria», dice Mohamed A. El-Erian, analista para Turquía en el grupo Alliaz.
Los economistas pedían desde hace meses un aumento de las tasas de interés para frenar la inflación de dos cifras y evitar un recalentamiento de la economía. Pero Erdogan se negó rotundamente, pidiendo, por el contrario, una reducción de esas tasas. El Banco Central de Turquía anunció un aumento de emergencia en las tasas de interés de 13.5% a 16.5%.

## Consecuencias de las crisis
Durante el surgimiento de la crisis, los prestamistas en Turquía se vieron afectados por las demandas de reestructuración de las empresas que no podían pagar su deuda denominada en USD o EUR, debido a la pérdida de valor de sus ganancias en la lira turca. Si bien las instituciones financieras habían sido el motor de la bolsa de Estambul durante muchos años, representando casi la mitad de su valor, a mediados de abril representaban menos de un tercio. A fines de mayo, los prestamistas enfrentaban un aumento en la demanda de compañías que buscaban reorganizar el pago de la deuda. La calidad de los activos de los bancos turcos, así como su coeficiente de solvencia, se deterioraron a lo largo de la crisis.
Los bancos aumentaron continuamente las tasas de interés para los préstamos comerciales y de consumo y las tasas de los préstamos hipotecarios, a un 20 por ciento anual, lo que frenó la demanda de las empresas y los consumidores. Con un crecimiento correspondiente en los depósitos, la brecha entre los depósitos totales y los préstamos totales, que había sido uno de los más altos en los mercados emergentes, comenzó a reducirse. Sin embargo, este desarrollo también ha conducido a propiedades inmobiliarias comerciales y de viviendas sin terminar o desocupadas a las afueras de las principales ciudades turcas, ya que las políticas de Erdoğan han impulsado al sector de la construcción, donde muchos de sus aliados comerciales son muy activos, para liderar el crecimiento económico pasado. En marzo de 2018, las ventas de viviendas cayeron un 14 por ciento y las ventas de hipotecas cayeron un 35 por ciento en comparación con el año anterior. A partir de mayo, Turquía tenía alrededor de dos millones de casas sin vender, un retraso acumulado tres veces mayor que el promedio anual de ventas de viviendas nuevas.
Como consecuencia de la política monetaria anterior de dinero fácil, cualquier nueva estabilidad macroeconómica frágil a corto plazo se basa en tasas de interés más altas, creando así un efecto recesivo para la economía turca.

## Posibles contagios
La crisis ha traído considerables riesgos de contagio financiero. Según el Banco de Pagos Internacionales, los bancos internacionales tenían préstamos pendientes de $ 224 mil millones a prestatarios turcos, incluyendo $ 83 mil millones de bancos en España, $ 35 mil millones de bancos en Francia, $ 18 mil millones de bancos en Italia, $ 17 mil millones cada uno de los bancos en los Estados Unidos Estados y en el Reino Unido, y $ 13 mil millones de bancos en Alemania. El 31 de mayo de 2018, el Instituto de Investigación Financiera (IIF) informó que la crisis turca ya se había extendido a Brasil, Líbano, Colombia, Argentina, México y Sudáfrica.

## Teorías conspirativas
En la campaña para las elecciones generales de 2018 en Turquía, una amplia teoría de la conspiración, impregnada de antisemitismo, afirmó que el declive de la lira turca era obra de un grupo tenebroso, formado por estadounidenses, ingleses, holandeses y "algunas familias judías" que querer privar al actual presidente Erdoğan de su apoyo en las elecciones. Según una encuesta de abril de 2018, el 42 por ciento de los turcos y el 59 por ciento de los votantes del Partido de la Justicia y el Desarrollo (AKP) gobernantes de Erdogan vieron el declive de la lira como un complot de las potencias extranjeras.
Los miembros del gobierno han promovido esta actitud con una corriente implacable de teorías de conspiración que culpan a las potencias extranjeras por las desgracias económicas de Turquía. Durante la gran liquidación de liras del 23 de mayo, el ministro de energía de Turquía, el yerno de Erdoğan, Berat Albayrak, dijo a los medios que la reciente caída en el valor de la lira era el resultado de las maquinaciones de los enemigos de Turquía. El 30 de mayo, el ministro de Asuntos Exteriores Mevlüt Çavuşoğlu afirmó que la caída de la lira habría sido causada por una campaña organizada en el extranjero, añadiendo que la conspiración incluiría tanto "el lobby de tasas de interés" como "algunos países musulmanes", que sin embargo rechazó nombrar.

## Política y corrupción

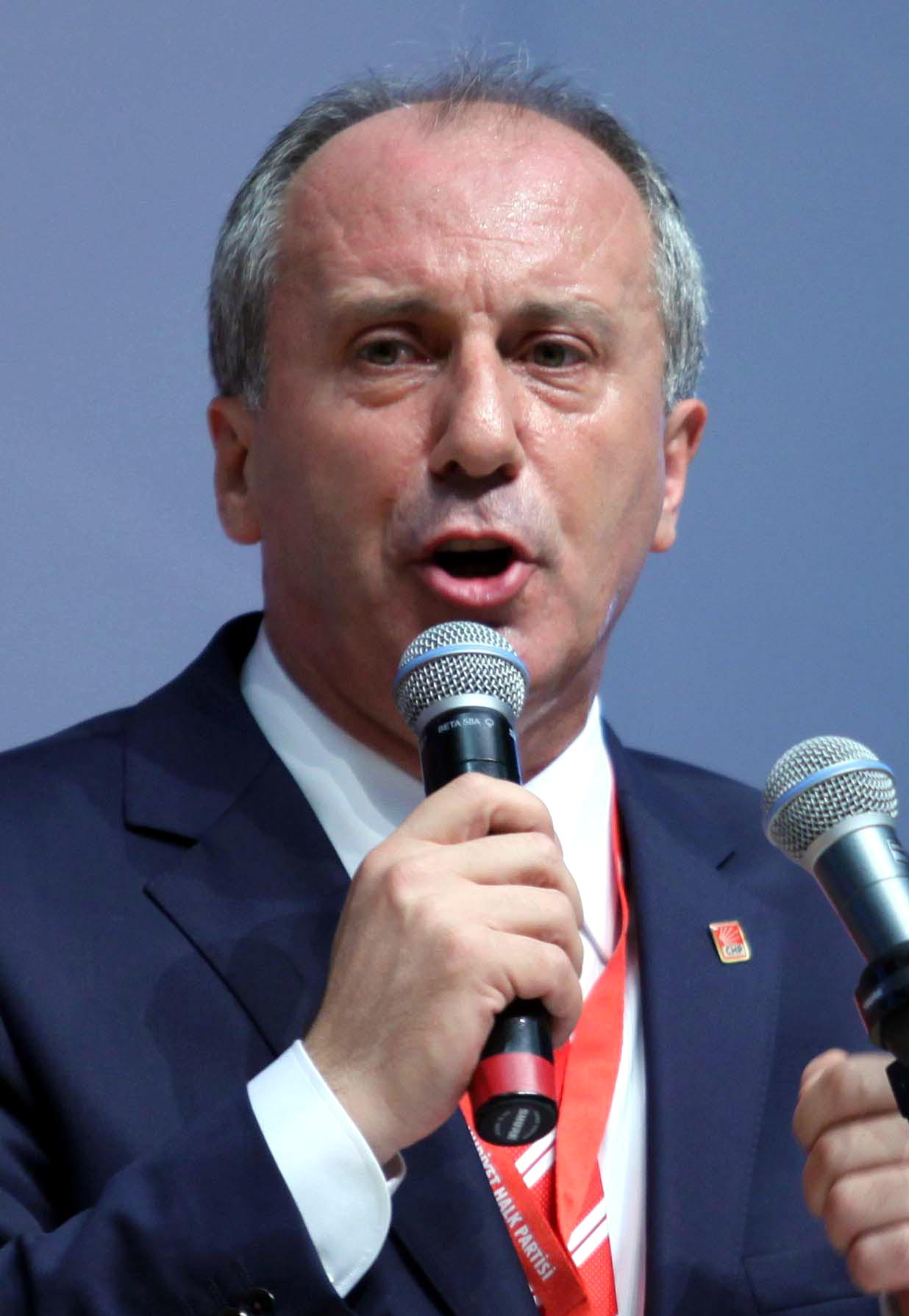
Muharrem İnce anuncio restaurar las instituciones políticas turcas

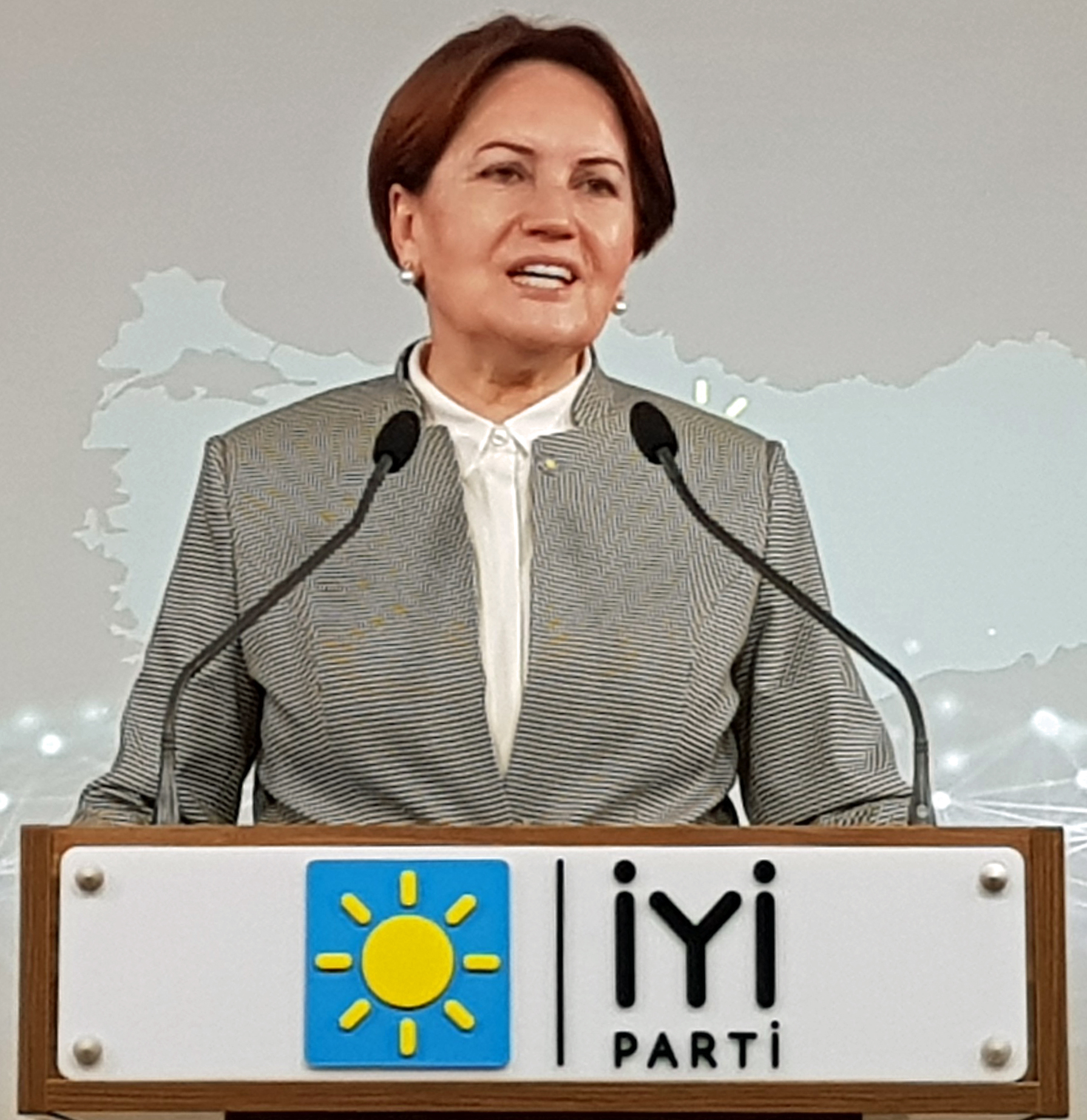
Meral Akşener, lideresa opositora anunciando sus políticas económicas

El 16 de mayo, un día después de que el presidente del Partido de la Justicia y el Desarrollo (AKP), Recep Tayyip Erdogan, perturbara los mercados durante su visita a Londres al sugerir que frenaría la independencia del Banco Central de Turquía después de las elecciones presidenciales del Partido Popular Republicano (CHP) el candidato Muharrem İnce y el candidato presidencial del partido İYİ, Meral Akşener, prometieron garantizar la independencia del banco central si fueran elegidos.
En una entrevista el 26 de mayo en su campaña electoral, el candidato presidencial de CHP Muharrem İnce dijo sobre la política económica que "el banco central solo puede detener el deslizamiento de la lira temporalmente elevando las tasas de interés, porque no es el caso que la depreciación alto o bajo. Entonces, el banco central intervendrá, pero las cosas que realmente se deben hacer se encuentran en las áreas política y legal. Turquía necesita ser inmediatamente liberada de una situación política que genere incertidumbre económica, y su economía debe ser manejado por instituciones independientes y autónomas. Mi equipo económico está listo, y hemos trabajado juntos durante mucho tiempo ".
En una encuesta nacional realizada entre el 13 y 20 de mayo, el 45 por ciento vio la economía (incluyendo la lira y el desempleo en constante descenso) como el mayor desafío de Turquía, con una política exterior del 18 por ciento, el sistema de justicia al 7 por ciento y terror y seguridad al 5 por ciento.
El candidato presidencial del partido Meral Akşener, apoyado por un sólido equipo económico liderado por el exgobernador del Banco Central Durmuş Yilmaz, presentó el 7 de mayo el programa económico de su partido, diciendo que "compraremos las deudas de préstamos al consumo, tarjetas de crédito y cuentas de sobregiro de 4.5 millones de ciudadanos cuyas deudas están bajo supervisión legal de bancos o compañías de financiamiento al consumidor y cuyas deudas han sido vendidas a compañías de cobro al 30 de abril de 2018. Es nuestro deber ayudar a nuestros ciudadanos con esta condición, ya que el estado ayudó a las grandes compañías en situaciones difíciles ".
El 25 de mayo, el vicepresidente del Partido Republicano del Pueblo (CHP), Aykut Erdoğdu, llamó a la Junta de Investigación de Delitos Financieros de Turquía (MASAK) para investigar las transacciones cambiarias realizadas en medio de un rápido declive y una recuperación parcial del valor de la lira el 23 de mayo. por parte de los participantes en el mercado que conocían de antemano el aumento de 300 puntos básicos en las tasas de interés por parte del banco central turco.
Dos semanas antes, el candidato presidencial del Partido Democrático Popular (HDP) Selahattin Demirtaş, escribiendo en una carta desde la prisión -donde ha estado detenido sin condena desde 2016, acusado de incitar a la violencia con palabras- criticó al gobierno de Recep Tayyip Erdoğan como corrupto, diciendo que "el mayor problema para los jóvenes en Turquía es la corrupción que ha acompañado al gobierno del AKP".